# Kleine Allmend
Die Kleine Allmend in Bern wird als gebräuchliches Quartier im Stadtteil IV (Kirchenfeld-Schosshalde) und im statistischen Bezirk Beundenfeld geführt. Eine Allmend als Gemeindeflur oder Gemeindegut ist eine Form gemeinschaftlichen Eigentums. Im Mittelalter wurde sie auch für Viehzucht und Gemüseanbau genutzt. Heute ist es vor allem ein Grünraum, gemeinsam mit der Grossen Allmend. Im Jahr 1993 wurden 31 Bäume entlang des Schermenwegs von Jugendlichen aus aller Welt im Rahmen der Friedensaktion «Peace Trees» gepflanzt. Die Armee nutzt die Wiese als Übungsgelände, und bei Grossveranstaltungen dient sie temporär als Stellplatz für Personenfahrzeuge.
Sie grenzt an die Grosse Allmend, die Gewerbezone Galgenfeld, die Siedlung Berna und Burgfeld. Die Autobahn A6 trennt die Kleine von der Grossen Allmend.
Der erste Militärflugplatz der Region befand sich auf der Kleinen Allmend. Seit 1910 fanden dort Flugvorführungen statt, und im Ersten Weltkrieg war er Stützpunkt einer neu aufgestellten Fliegertruppe. Am südlichen Ende befindet sich eine kleine Gartenanlage mit Familiengärten.
Im Jahr 2022 waren im Quartier keine Einwohner gemeldet.